# Ayla Yeginer
Ayla Yeginer (* 1983 in Kiel) ist eine deutsche Theaterregisseurin, Autorin und Dramaturgin. Sie leitet ab September 2025 zusammen mit Daniel Schütter das Ernst-Deutsch-Theater in Hamburg als Intendantin.

## Leben und Wirken
Ayla Yeginer wurde im Jahr 1983 als Tochter des Schauspielers Murat Yeginer in Kiel geboren. Nach dem Abitur nahm sie ein Studium der Wirtschaftswissenschaften an der Carl von Ossietzky Universität Oldenburg auf, das sie mit dem Diplom abschloss. Anschließend war sie bei Gruner + Jahr für die Zeitschriften art und Geo in der Pressearbeit und der Öffentlichkeitsarbeit tätig. In diesem Bereich arbeitete Yeginer ab 2009 anschließend an der Komödie Winterhuder Fährhaus in Hamburg.
Seit 2011 war sie dann in verschiedenen Theatern als Regieassistentin tätig, bis sie schließlich im Theater Kontraste, einem kurzzeitigen eigenständigen Theaterprojekt, das im Kleinen Saal in der Komödie Winterhuder Fährhaus gesellschaftskritische Stücke präsentierte, mit Das Urteil von Paul Hengge ihre erste eigene Inszenierung gestaltete. Die Hauptrolle spielte ihr Vater Murat Yeginer. Im Theater Kontraste, das bis 2018 bestand, fungierte sie ab 2014 unter dem Intendanten Michael Lang auch als Dramaturgin. Im selben Jahr inszenierte Yeginer am Stadttheater Pforzheim mit Ente, Tod und Tulpe ein Kindertheaterstück nach einem Buch von Wolf Erlbruch. In den folgenden Jahren inszenierte Yeginer weitere Stücke im Theater Kontraste. Ihre Regiearbeit bei der Inszenierung des Stückes Mutti über die Spätphase der Ära Merkel wurde dabei als „klug“ gelobt.
Nach der Schließung des Theater Kontraste wurde Yeginer wiederholt von Michael Lang für das Hamburger Ohnsorg Theater engagiert, der als Intendant dorthin gewechselt war. Für ihre Arbeit am Ohnsorg-Theater war Yeginer für „kraftvoll komödiantische Abendunterhaltung […] geschätzt“, so der Kritiker Jens Fischer. Für ihre dortige Inszenierung des durch Michael Thalheimer und Sibylle Baschung für das Theater bearbeiteten Stoffes von Hans Fallada, Kleiner Mann – was nun?, wurde Yeginer im Jahr 2022 mit dem Hamburger Theaterpreis Rolf Mares ausgezeichnet. Die Jury hob dabei hervor, dass ihre Inszenierung „eindringlich und höchst unterhaltsam“ sei und es ihr dabei gelinge, Stimmungen, Überzeichnungen sowie Satire und Musik zu „einem großen beeindruckenden Ganzen“ zusammenzufügen.
Im Jahr 2020 wurde Yeginer Co-Schauspieldirektorin am Theater für Niedersachsen. Im selben Jahr inszenierte sie dort Die Räuber und im Folgejahr Offene Zweierbeziehung von Dario Fo und Franca Rame. Im Rahmen eines bereichsübergreifenden studentischen Projekts zu einer Stückentwicklung über sexuellen Missbrauch in der Katholischen Kirche inszenierte Yeginer im Jahr 2023 das Stück Der Weg zur Hölle ist mit guten Absichten gepflastert. Im Zuge dieses Projekts, bei der sie mit einem Team von Studenten entsprechende Fälle recherchierte, dozierte Yeginer im Studiengang Kulturwissenschaften und Ästhetische Praxis an der Universität Hildesheim.
Yeginers Regiearbeit bei der Aufführung des Dramas Woyzeck am Theater für Niedersachsen im Jahr 2023 machte den Eindruck einer „sehr freien Inszenierung“, die sich unter anderem in der Umstellung der bekannten Szenenfolge von Georg Büchners Fragment ausdrücke, und das Stück „direkt in die Gegenwart katapultiert“, so die Kritikerin des Weserkuriers zu der Aufführung in der Stadthalle in Verden.
Gemeinsam mit ihrem späteren Co-Intendanten Daniel Schütter sowie Anton Pleva und anderen gründete Yeginer im Jahr 2018 die Gruppe Sexy Theater Menschen, die sich als Theaterkollektiv verstand und zu politischen Themen arbeiten wollte. Die Gruppe inszenierte die sogenannte „Megazorn-Trilogie“, die sich Radikalisierungsprozessen und dem Einfluss der Medien darauf widmete und unter anderem auf der kleinen Bühne des Ernst Deutsch Theaters aufgeführt wurde: Das autoritäre Zeitalter des Megazorns in 2019, Megazorn 2: Psychological Warfare in 2021 und Megazorn 3: Das egoistische Megaende von alles in 2023.
Zur Spielzeit 2025/2026 übernimmt Yeginer gemeinsam mit Daniel Schütter als Nachfolger von Isabella Vértes-Schütter die Intendanz am Ernst-Deutsch-Theater.

## Arbeitsweise
In ihrer Regiearbeit legt Yeginer Wert darauf, eine „geschützte kreative Probesituation“ zu gewährleisten. Während des Probenpozesses wird dabei ein von ihr vorgegebenes Gerüst gemeinsam mit den Schauspielern gefüllt, bis es „ein Haus“ wird.

## Inszenierungen (Auswahl)
- 2013: Das Urteil von Paul Hengge im Theater Kontraste in der Komödie Winterhuder Fährhaus[11]
- 2014: Der Mann in der Badewanne oder Wie man ein Held wird von Lukas Linder in der Komödie Winterhuder Fährhaus[12]
- 2014: Ente, Tod und Tulpe nach Wolf Erlbruch am Stadttheater Pforzheim[11]
- 2015: Mutti von Charlotte Roos und Juli Zeh im Theater Kontraste in der Komödie Winterhuder Fährhaus[11]
- 2017: Phantom - Ein Spiel von Lutz Hübner und Sarah Nemitz im Theater Kontraste im Winterhuder Fährhaus
- 2018: Honig im Kopf nach Hilly Martinek und Til Schweiger am Oldenburgischen Staatstheater[11]
- 2019: Botter bi de Fisch von Janne Mommsen am Ohnsorg-Theater[11]
- 2020: Die Räuber von Friedrich Schiller am Theater für Niedersachsen[11]
- 2021: Offene Zweierbeziehung von Dario Fo und Franca Rame am Theater für Niedersachsen[11]
- 2022: gras drüber (raising martha) von David Spicer am Theater für Niedersachsen[13]
- 2022: Kleiner Mann – was nun? nach Hans Fallada von Michael Thalheimer und Sibylle Baschung im Ohnsorg Studio am Hamburger Ohnsorg Theater[5]
- 2022: Hamlet von Shakespeare am Theater für Niedersachsen[14]
- 2022: Die kleine Hexe von Otfried Preußler am Theater für Niedersachsen[15]
- 2023: Woyzeck von Georg Büchner am Theater in Niedersachsen[7]
- 2024: Max und Moritz – Eine Streichgeschichte in sieben Liedern von Ayla Yeginer am Theater für Niedersachsen[11]
- 2024: Der Weg zur Hölle ist mit guten Absichten gepflastert am Theater für Niedersachsen

## Auszeichnungen
- 2022 – Theaterpreis Hamburg – Rolf Mares
- 2001 - Juliane Bartel Medienpreis, journalistischer Nachwuchs-Förderpreis[16]